# Christine Estabrook
Christine Estabrook, née le 13 septembre 1952 à Érié, en Pennsylvanie, est une actrice américaine.

## Biographie
Née dans une famille de 5 enfants, elle dut travailler, en plus de ses études, notamment dans la toute première usine de jouets Fisher-Price, construisant les jouets à la main. Elle fut ensuite diplômée de la prestigieuse Yale School of Drama, la même année que l'actrice Meryl Streep et déménagea à New York pour poursuivre sa carrière d'actrice.
Elle joua brièvement dans les productions de Broadway, période pendant laquelle elle gagna un Drama Desk Award grâce à la pièce de théâtre The Boys Next Door.
Après 17 ans dans le théâtre, Estabrook décida qu'elle était prête à de nouveaux défis et déménagea à Los Angeles, souhaitant travailler dans un milieu différent.
Depuis, elle apparaît dans de nombreux films et productions télévisées comme Desperate Housewives dont son personnage, Martha Huber, fut écrit spécialement pour elle par Marc Cherry.

### Vie privée
Elle est mariée depuis mai 1998 à l'acteur Vic Polizos (en), avec qui elle a eu 2 enfants.

## Filmographie
Sauf indication contraire, les informations mentionnées dans cette section peuvent être confirmées par la base de données cinématographiques IMDb,  présente dans la section « Liens externes ».

### Cinéma
- 1979 : The Bell Jar (en) de Larry Peerce : L'étudiante
- 1984 : Almost You de Adam Brooks : Maggie
- 1989 : Mélodie pour un meurtre (Sea of Love) de Harold Becker : Gina Gallagher
- 1989 : Second Sight de Joel Zwick : Priscilla Pickett
- 1990 : Présumé innocent (Presumed Innocent) de Alan J. Pakula : Lydia 'Mac' MacDougall
- 1995 : Usual Suspects (The Usual Suspects) de Bryan Singer : Dr Plummer
- 1999 : Elvis Has Left the Building (court métrage) de Elizabeth Massie : Lily Ann
- 2002 : Chance de Amber Benson : Desiree
- 2003 : Living in Walter's World (court métrage)  de Phil Kaufmann : Robin
- 2003 : Grind de Casey La Scala : Sarah Jensen
- 2004 : Les Petits Braqueurs (Catch That Kid) de Bart Freundlich : Sharon
- 2004 : Spider-Man 2 de Sam Raimi : Mrs Jameson
- 2004 : Meet Market de Charlie Loventhal : La mère
- 2006 : Lovers, Liars & Lunatics (en) de Amber Benson : Elaine Raye
- 2016 : Is That a Gun in Your Pocket? (en) de Matt Cooper : Shirley Parsons

## Télévision

### Séries télévisées
- 1984 : George Washington (en) : Abigail Adams
- 1985 : Hometown (en) : Jane Parnell (10 épisodes)
- 1987 : Histoires de l'autre monde (Tales from the Darkside) : Irène (saison 3, épisode 22)
- 1990 : La Loi de Los Angeles (L.A. Law) : Susan Parral (saison 4, épisode 15)
- 1993 : Bakersfield P.D. : Ann Lester (saison 1, épisode 12)
- 1993 : Frasier : Lou (saison 1, épisode 12)
- 1994 : Café Americain (en) : Janet (saison 1, épisode 16)
- 1994 : X-Files : Aux frontières du réel : Agent Henderson (saison 1, épisode 16)
- 1995 : Le monde de Dave (en) (Dave's World) : Fran Yosway (saison 2, épisode 16)
- 1995 : All-American Girl (en) : Vivian (saison 1, épisode 16)
- 1995 : Cybill : Patty (saison 1, épisode 9)
- 1995 : The Wright Verdicts (en) : Détective Hughes (saison 1, épisode 1)
- 1995-1996 : The Crew (en) : Lenora Zwick (21 épisodes)
- 1997 : The Practice : Donnell et Associés : Juge Maureen Zisk (saison 1, épisode 6)
- 1997 : Dharma et Greg (Dharma and Greg) : Lindsay (saison 1, épisode 12)
- 1997 : Presque parfaite (Almost Perfect) : Lindsay Wolf (saison 2, épisode 6)
- 1998 : Style and Substance : Marlène Spaulter (saison 1, épisode 12)
- 1998 : The Secret Diary of Desmond Pfeiffer (en) : Mary Todd Lincoln (6 épisodes)
- 1999 : Clueless : la principale (saison 3, épisode 16)
- 1999 : Ally McBeal : Bonnie Mannix (saison 2, épisode 21)
- 2000 : Chicago Hope : La Vie à tout prix : Renee Sederberg (saison 6, épisode 13)
- 2000 : Titus : Juanita Titus (saison 1, épisode 7)
- 2000 : Les Anges du bonheur (Touched by an Angel) : Kate Radcliff (saison 6, épisode 26)
- 2000-2002 : Nikki : Marion (11 épisodes)
- 2002 : Six Feet Under : Emily Previn (saison 2, épisode 5)
- 2002 : Preuve à l'appui (Crossing Jordan) : Anne Lauer (saison 2, épisode 7)
- 2002-2003 : Le Protecteur (The Guardian) : Tante Liz (saison 1, épisode 14 et saison 2, épisode 21)
- 2004 : Sept à la maison (7th Heaven) : L'institutrice de Ruthy (saison 8, épisode 15)
- 2004 : La Vie avant tout (Strong Medicine) : Berri Kaplan (saison 4, épisode 22)
- 2004 : New York Police Blues (NYPD Blue) : Lynn Cahill (saison 12, épisode 9)
- 2004-2012 : Desperate Housewives : Martha Huber (11 épisodes)
- 2005 : Hot Properties (en) : Candice (saison 1, épisode 2)
- 2005 : Veronica Mars : Madame Sophie (saison 2, épisode 5)
- 2006 : Numb3rs : Laura Price (saison 2, épisode 19)
- 2006 : Bones : Lisa Supac (saison 2, épisode 1)
- 2008 : New York, police judiciaire (Law & Order) : l'avocate de Hensley (saison 18, épisode 13)
- 2009 : Ghost Whisperer : Evelyn James (saison 5, épisode 3 et 4)
- 2009 : Little Monk (2009) : Mrs. Berlin (saison 1, épisode 3 et 9)
- 2010 : Nip/Tuck : Sheila Carlton (saison 6, épisode 14)
- 2011-2016 : American Horror Story : Marcy (9 épisodes)
- 2012 : Anger Management : Judy (saison 1, épisode 10)
- 2012-2015 : Mad Men : Gail Holloway (8 épisodes)
- 2013 : Leçons sur le mariage (Rules of Engagement) : la médiatrice (saison 7, épisode 6)
- 2014 : Deadly Wives : Narrated by (saison 2, épisode 7 et 8)
- 2014 : State of Affairs : la thérapeute (saison 1, épisode 1)
- 2015 : Looking : l'agente immobilière (saison 2, épisode 9)
- 2015 : Blunt Talk : Mel (saison 1, épisode 5)
- 2016 : Designated Survivor : Gouverneur Chris Nichols (saison 1, épisode 6)
- 2016-2018 : Crazy Ex-Girlfriend : Patricia Davis (saison 2, épisode 4 et saison 4, épisode 3)
- 2018 : American Woman (en) : Peggy Vaughan (3 épisodes)
- 2018-2019 : 9-1-1 : Gloria Wagner (saison 2, épisode 5 et 17)
- 2019 : Why Women Kill : Joy Dubner (saison 1, épisode 5)
- 2020 : Brooklyn Nine-Nine : Margaret Fogle (saison 7, épisode 5)
- 2020 : Bless This Mess (en) : MaryAnne (saison 2, épisode 18)
- 2020 : Penny Dreadful: City of Angels : Beverly Beck (5 épisodes)

### Téléfilms
- 1982 : The Wall de Robert Markowitz : Rutka
- 1984 : The Lost Honor of Kathryn Beck (en) de Simon Langton : Janet Reiss
- 1991 : One Special Victory de Stuart Cooper : Ruthie
- 1995 : Kidnapped : In the Line of Duty (en) de Bobby Roth : ?
- 1996 : Special Report : Journey To Mars de Robert Mandel : Amanda Whitney
- 1997 : Meurtre en direct (en) (Murder Live!) de Roger Spottiswoode : Dr Christine Winter
- 2010 : Mon ex-futur mari (Backyard Wedding) de Bradford May : Joanne Blake
- 2012 : L'Agence Cupidon (Cupid, Inc.) de Ron Oliver : Janice

## Ludographie
- 1982 : MysteryDisc: Murder, Anyone? : Helena Crane
- 1999 : M.U.G.E.N : ?

## Anecdotes
- Elle joua deux anciennes premières dames des États-Unis, Mary Lincoln et Abigail Adams.
- Elle joua dans deux séries de Marc Cherry : Desperate Housewives (2004-2005 et 2012) et dans Why Women Kill (2019).